# Hel (Polônia)
Helⓘ (em cassúbio: Hél, em alemão: Hela) é uma cidade localizada no norte da Polônia. Pertence à voivodia da Pomerânia, no condado de Puck, localizada na ponta da península de Hel, no mar Báltico. De 1975 a 1998, a cidade fazia parte da voivodia de Gdansk.
Um resort turístico e à beira-mar, um centro de pesca, uma guarnição da Marinha da Polônia com um porto de guerra. O porto marítimo de Hel tem um porto de pesca, iatismo e transporte de passageiros.
Estende-se por uma área de 95,4 km², com 2 755 habitantes, segundo o censo de 31 de dezembro de 2024, com uma densidade populacional de 29 hab./km².
A comuna de Hel ficou em segundo lugar na classificação resumida do período de 2010–2014 na categoria “municípios turísticos com as maiores mudanças no potencial financeiro entre 2010 e 2013”, compilada por Curulis.
Hel é a cidade mais despovoada da Polônia. Entre 1995 e 2025, perdeu 42,94% dos seus habitantes. Hel está se despovoando principalmente devido ao fechamento da guarnição militar de Hel — um importante empregador —, o que, combinado com a sazonalidade do setor de turismo, os altos preços dos imóveis e o êxodo dos jovens para cidades maiores, levou a uma queda dramática no número de habitantes.

## Toponímia
Acredita-se que o nome do assentamento tenha sido mencionado pela primeira vez em 1198 como Gellen. Certamente, os atestados do nome do século XIV, ou seja, Hela (1378), e os posteriores se referem à cidade: entre outros. Hell (antes de 1464), para Hel (1490), Hele (1491), Hela (1506), Hel (1511), para Helia, em direção a Hela (1565), Hoel (1568–1573), Chel (1582), Hyl (1583), Hill (1596), para Helia, em direção a Hela (1627), Heyla (1749), de Hela (1858), Hel ou Hela (1882), Hel (Hela) (1925). No século XV, surgiu a distinção entre Stary Hel (1413) e Nowy Hel (1417), documentando o processo de mudança da cidade antiga para um novo local. A Stary Hel desapareceu na segunda metade do século XVI e o novo assentamento assumiu as funções e os direitos municipais do antigo assentamento, de modo que o segmento Nowy no nome não era mais usado.
Os registros históricos indicam que o denominador ocorreu em muitas variantes: Hyla, Hyl, Hela, Hel. O nome do lugar foi renovado a partir do nome da península de Hel, que por sua vez está relacionado à palavra hel, hyl, constituindo um antigo empréstimo germânico com significados dialetais como “um lugar elevado, descoberto aos ventos” ou “uma montanha à beira-mar”.

## História

### Stary Hel
Hel se originou da cidade de mesmo nome, que foi submersa pelas águas da Baía de Puck como resultado de uma mudança na linha costeira. Hel foi mencionada pela primeira vez em 1198 como uma aldeia cassúbia chamada Gellen e um centro de comércio de arenque. Uma crônica dinamarquesa menciona que um navio danificado do rei Valdemar II, o Vitorioso, atracou na “Ilha de Hel”. O rápido desenvolvimento da cidade ocorreu no século XII e, no século XIII, a cidade se tornou um dos centros comerciais mais importantes da região, rivalizando com a vizinha Gdansk. Conforme indicações históricas, já antes de 1266, Hel tinha direitos municipais concedidos sob a lei de Lübeck pelo duque da Pomerânia, Świętopełk II. A carta foi confirmada pelos Cavaleiros Teutônicos em 1378 (também sob a lei de Lübeck), quando eles ocuparam a cidade, conquistando a Pomerânia de Gdansk.
Naquela época, a cidade estava localizada a cerca de 1,5 km da cidade atual. Ela tinha uma igreja, um hospital, uma prefeitura, dois mercados e um pequeno porto. Entretanto, no século XV, a península começou a diminuir devido à erosão. Em 1417, foi construída a igreja de São Pedro, santo padroeiro dos pescadores. Hel passou por um período de crescimento, mas depois deu lugar à cidade de Gdansk, que crescia mais rapidamente. Em 1466, o rei Casimiro IV Jagelão concedeu Hel como um feudo a Gdansk, encerrando uma luta de um século pelo domínio da economia da Baía de Gdansk. A transição para a jurisdição de Gdansk resultou no declínio de Hel. Em 1526, o rei Sigismundo I, o Velho, retirou os privilégios anteriormente concedidos a Hel e vendeu a cidade com a península para as autoridades de Gdansk. A partir de então, o destino de Hel estava ligado ao seu vizinho maior. Pertencente à península de Hel, o território da cidade de Gdansk estava localizado, na segunda metade do século XVI, na voivodia da Pomerânia.
Com o tempo, a cidade velha foi consumida pelo fogo e inundada pelas águas do mar.

### Nowy Hel
A cidade moderna originou-se de um assentamento então conhecido como Nowy Hel, para o qual os habitantes da vizinha Stary Hel emigraram devido aos problemas econômicos da cidade. No final do século XV, ainda havia um equilíbrio entre os dois centros.
Depois de 1525, os habitantes se converteram totalmente ao luteranismo, pois o direito de nomear um pastor era do conselho da cidade de Gdansk. Em 1800, havia 16 católicos em um total de 350 habitantes, e o restante era luterano. Na cidade (especialmente em Jastarnia Gdansk), a lingua cassúbia persistiu pelo menos até o final do século XVIII devido ao seu uso na escola e nos sermões luteranos.
Hel não foi anexada ao Reino da Prússia, com Gdansk, até a Segunda Partição da Polônia, em 1793.
Durante as Guerras Napoleônicas, em 1807, Hel foi anexada à República de Gdansk, dependente da França. Após a queda de Napoleão e como resultado das disposições do Congresso de Viena em 1815. Hel foi novamente incorporada ao Reino da Prússia (divisão prussiana), que fazia parte do Império Alemão desde 1871. Iniciou-se uma forte colonização alemã na área, assim como em toda a área da divisão prussiana.
Foi nesse período que o primeiro farol de alvenaria verdadeiro foi construído em Hel pelas autoridades prussianas em 1826. Ele era redondo e tinha 42 metros de altura. Em 1 de agosto de 1827, seis lâmpadas alimentadas por óleo de canola foram acesas nele pela primeira vez e eram visíveis a uma distância de 17 milhas náuticas.
Nos séculos XVII e XVIII, guerras prolongadas e desastres naturais prejudicaram gravemente a cidade, cuja população diminuiu significativamente, o que fez com que, em 1872, Hel perdesse seus direitos municipais, concedidos a Hel seis séculos antes.
O declínio foi interrompido em 1893, quando um porto de pesca foi construído no vilarejo. Ele fornecia abrigo para embarcações pesqueiras e também se tornou um destino popular de fim de semana para os residentes de Gdansk e Sopot. Em 1896, o vilarejo recebeu a classificação de balneário à beira-mar. Em 1905, o vilarejo tinha 604 habitantes, dos quais 93,2% eram alemães e 6,3% eram polaco-cassúbios. Os protestantes representavam 91,6% da população.

### Anos 1918–1939

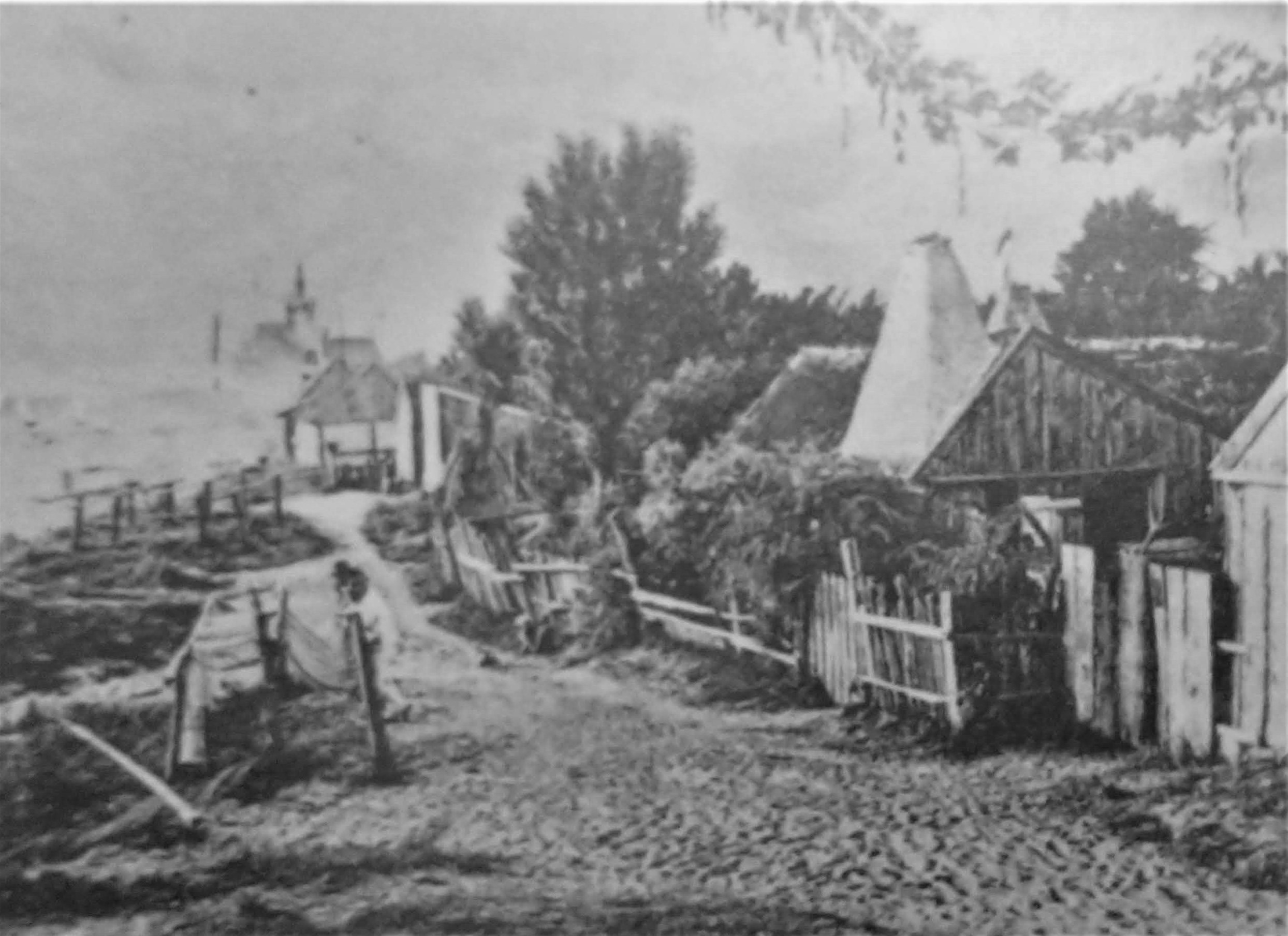
Hel no início do século XX

Apesar da esmagadora predominância da população de língua alemã, o Tratado de Versalhes concedeu a cidade ao renascido Estado polonês, já que as cidades vizinhas eram principalmente polonesas e Hel era a última cidade da península de Hel. Depois de 1918, a população alemã começou a deixar Hel e foi substituída por poloneses e cassúbios. Para povoar Hel com poloneses, foi construído o assentamento da “colônia de pescadores”, que existe até hoje, uma igreja católica e uma escola. Já em 1921, uma linha ferroviária foi construída em toda a península até o assentamento de Hel. Além disso, uma estrada de chão batido foi construída de Jurata a Hel, com mais de quarenta curvas na densa floresta, por motivos estratégicos (proteção contra incêndios). Graças à sua localização estratégica na entrada do Golfo de Gdansk, Hel se tornou um ponto importante no mapa militar do país. Em 1921, ficou em primeiro lugar na Segunda República Polonesa em termos de quantidade de equipamentos de pesca que possuía. Tinha 42 barcos a motor dos 61 registrados no país e 176 barcos, incluindo 1 barco a motor. Naquela época, havia 841 barcos a remo e a vela e 4 barcos a motor estacionados em toda a costa. No mesmo ano, a linha ferroviária que liga Gdynia a Hel foi concluída; em 1922, o primeiro trem de passageiros chegou a Hel e, em 1931, o porto de guerra foi inaugurado.
Em outubro de 1931, um contrato para a construção de um porto de guerra em Hel foi assinado com o consórcio franco-polonês. O autor do projeto do porto de 330x400m foi o engenheiro Włodzimierz Szawernowski. Em 1933, as obras de dragagem foram concluídas e a construção dos cais começou. Em 1934, as negociações de preço com o Consórcio foram interrompidas e uma licitação foi anunciada para a construção do porto em Hel e do Estaleiro Naval em Gdynia. A combinação dessas duas instalações em uma única licitação baseou-se na suposição de que a areia extraída do trabalho em Hel seria usada para elevar os pântanos na área de Gdynia. O consórcio perdeu a licitação, mas, no decorrer de outras negociações, reduziu o preço abaixo da oferta mais barata e recebeu novamente o contrato para a continuação da construção. As caixas de quebra-mar de concreto armado foram fabricadas em Gdynia e depois rebocadas para Hel e afundadas lá.
Em 1936, a Região Fortificada de Hel foi fundada, abrangendo principalmente as áreas do que hoje é o município de Hel. A partir de 1937, o acesso a Hel era possível para cidadãos poloneses mediante a apresentação de um passe especial ou documentos militares. Em 1938, foi instalada em Hel uma fazenda de peles de ratões-de-banhado e vison-americano.
Em 1936, em virtude de um decreto do Presidente Mościci de 21 de agosto “Reconhecendo a Península de Hel como uma região fortificada”, os “cidadãos alemães de Hel” foram obrigados a deixar a cidade e se mudar para a Alemanha (mediante indenização), embora a maioria fosse cidadã da Segunda República Polonesa. Essa ação terminou em 1938, quando os últimos evangélicos de Hel (havia 440 deles) deixaram a cidade, e o edifício da Congregação Luterana local foi transformada em armazéns de abastecimento.

#### Farol nos anos da Segunda República Polonesa
Em 1926, as autoridades polonesas instalaram uma lâmpada de parafina com quatro lentes. Em 1929, a aparência do farol mudou — a torre foi rebocada e pintada com listras vermelhas e brancas. Em 1938, foi instalada uma lâmpada elétrica com potência de 3000 W.

### Anos 1939–1945
O farol de Hel ficou em uso até a eclosão da Segunda Guerra Mundial em 1939, quando, durante a defesa de Hel, foi explodido por sapadores poloneses em 19 de setembro para dificultar o bombardeio da pesada artilharia alemã contra Hel. O contorno de suas fundações ainda é visível hoje em dia, como um quadrado ovalado doze metros antes da entrada do farol atual.
Hel estava localizada na área da Região Fortificada de Hel, que foi defendida até 2 de outubro de 1939. Durante a guerra, Hel era habitada por cerca de 1 000 pessoas.

### Anos 1945–1989
Depois de 1945, Hel recebeu a classificação de local de particular importância estratégica, o que significava que somente cidadãos da República Popular da Polônia poderiam ir a Hel (Vladivostok tinha uma classificação semelhante na União Soviética). A entrada por carro particular só era possível mediante a apresentação de um passe. A restrição de acesso a Hel só foi suspensa por volta de 1989, e as barreiras propriamente ditas só desapareceram na década de 1990. (Ainda hoje é possível encontrar resquícios dos quebra-molas ao longo da estrada de acesso à cidade).
Em 13 de novembro de 1954, Hel recebeu os direitos de assentamento e, em 30 de junho de 1963, recuperou os direitos municipais perdidos em 1872. Em 1979, a cidade foi condecorada com a Cruz de Grunwald de Segunda Classe. A Cruz de Grunwald foi colocada no Monumento aos Defensores de Hel. Em 2021, o monumento foi reformado e a Cruz de Grunwald foi ilegalmente substituída pela Cruz do Valor, sem sua data.

## Estrutura da área
Segundo dados de 2011, Hel abrange uma área de 21,72 km², dos quais:
- Terras florestais: 87%[33]
- Terras agrícolas: 0%

A cidade é responsável por 3,7% da área do condado.

## Demografia
Conforme os dados do Escritório Central de Estatística da Polônia (GUS) de 31 de dezembro de 2024, Hel é uma cidade muito pequena com uma população de 2 755 habitantes (39.º lugar na voivodia da Pomerânia e 758.º na Polônia), tem uma área de 95,4 km² (4.º lugar na voivodia da Pomerânia e 32.º lugar na Polônia) e uma densidade populacional de 29 hab./km² (41.º, penúltimo lugar na voivodia da Pomerânia e 1010.º lugar na Polônia). Entre 2002–2024, o número de habitantes diminuiu 35,8%.
Os habitantes de Hel constituem cerca de 2,99% da população do condado de Puck, constituindo 0,12% da população da voivodia da Pomerânia.
| Descrição                         | Total      | Total    | Mulheres   | Mulheres | Homens     | Homens   |
| --------------------------------- | ---------- | -------- | ---------- | -------- | ---------- | -------- |
| unidade                           | habitantes | %        | habitantes | %        | habitantes | %        |
| população                         | 2 755      | 100      | 1 416      | 51,4     | 1 339      | 48,6     |
| área                              | 95,4 km²   | 95,4 km² | 95,4 km²   | 95,4 km² | 95,4 km²   | 95,4 km² |
| densidade populacional (hab./km²) | 29         | 29       | 14,9       | 14,9     | 14,1       | 14,1     |

## Monumentos históricos
Lista de monumentos da cidade:
- Igreja evangélica de São Pedro e São Paulo, datada do século XIV ao XV — abriga atualmente o Museu da Pesca[37][38]
- Farol de 1942
- Casas de pescadores em estilo enxaimel da virada do século XVIII/XIX
- Igreja de Corpus Christi de 1931–1932
- Complexo de edifícios de fortificação da área de fortificação “Hel”, de 1931 a 1941

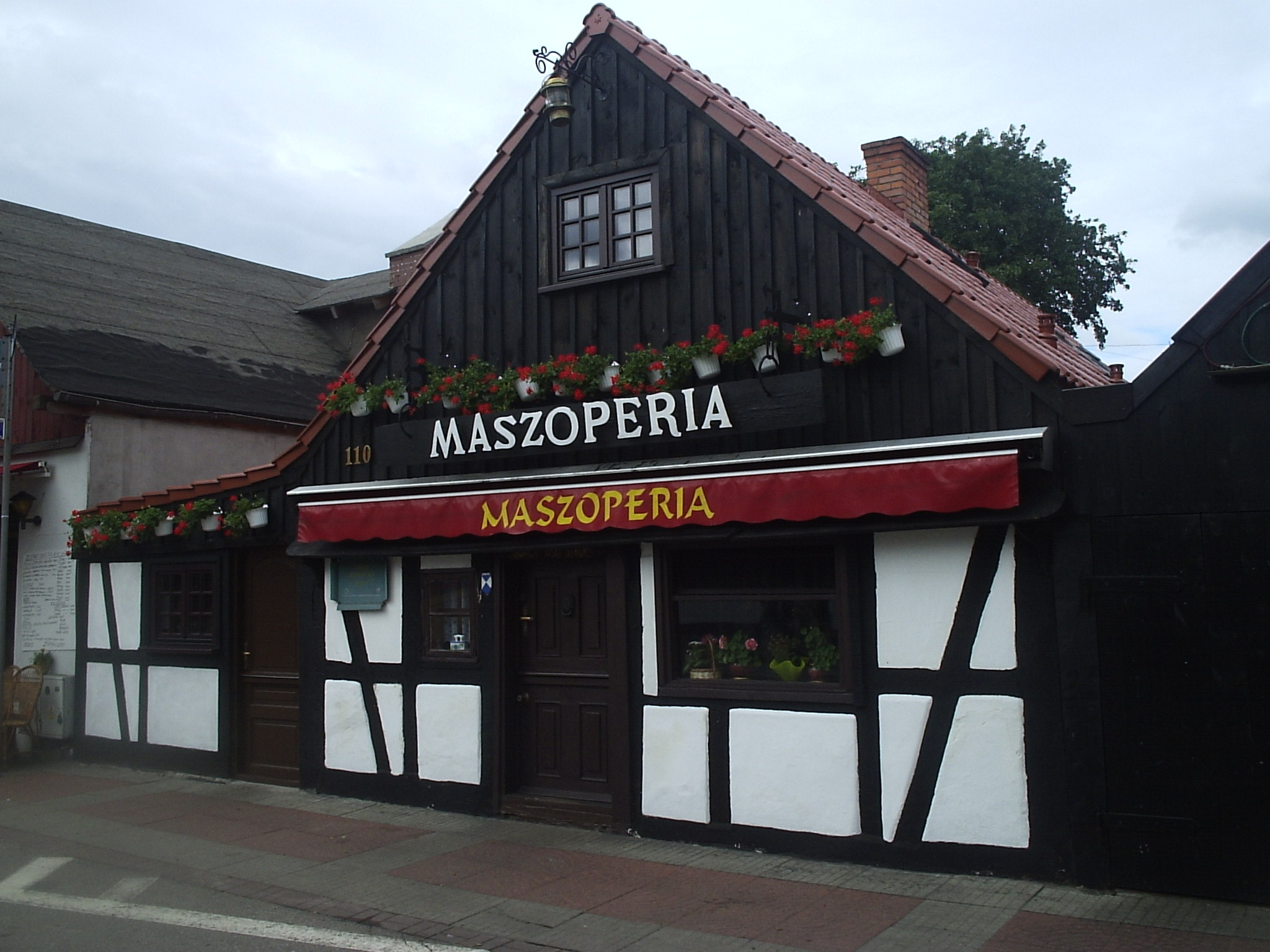
Casa de pescador de madeira de meados do século XIX na rua Wiejska, 110. Atualmente, o restaurante “Mashoperia”
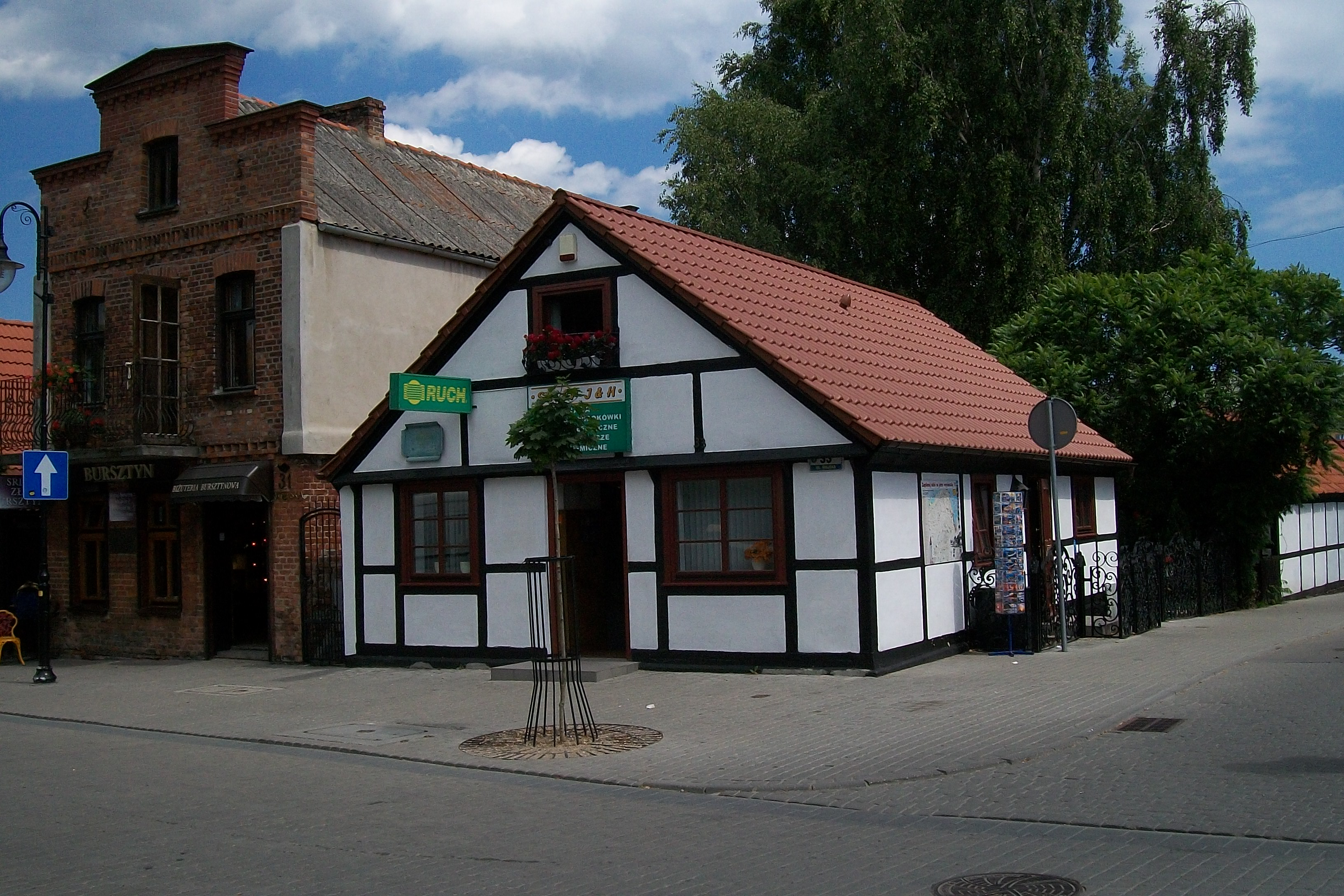
Cabana de pescador na rua Wiejska, 33
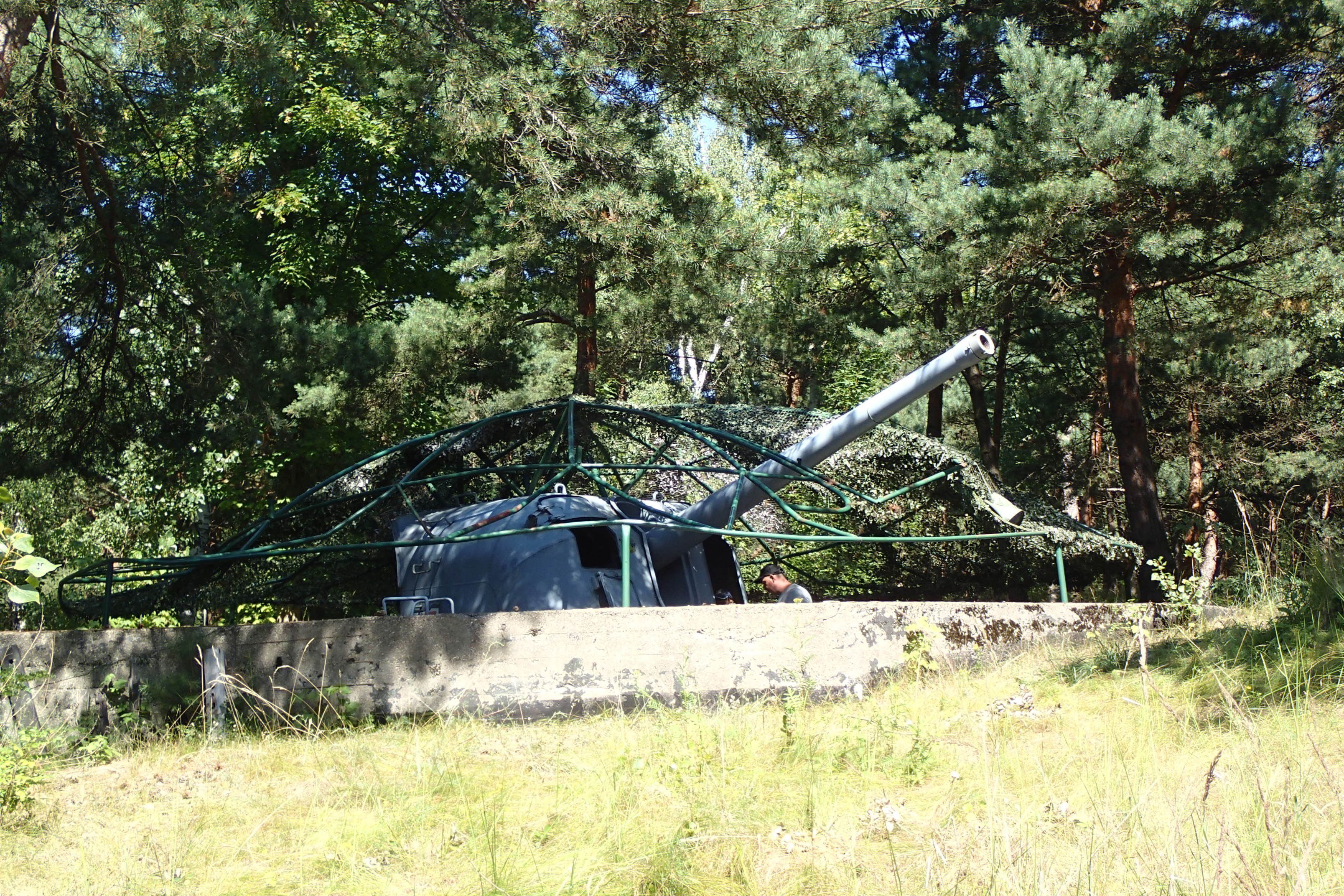
Museu nas instalações da bateria de artilharia n.º 31, Heliodor Laskowski
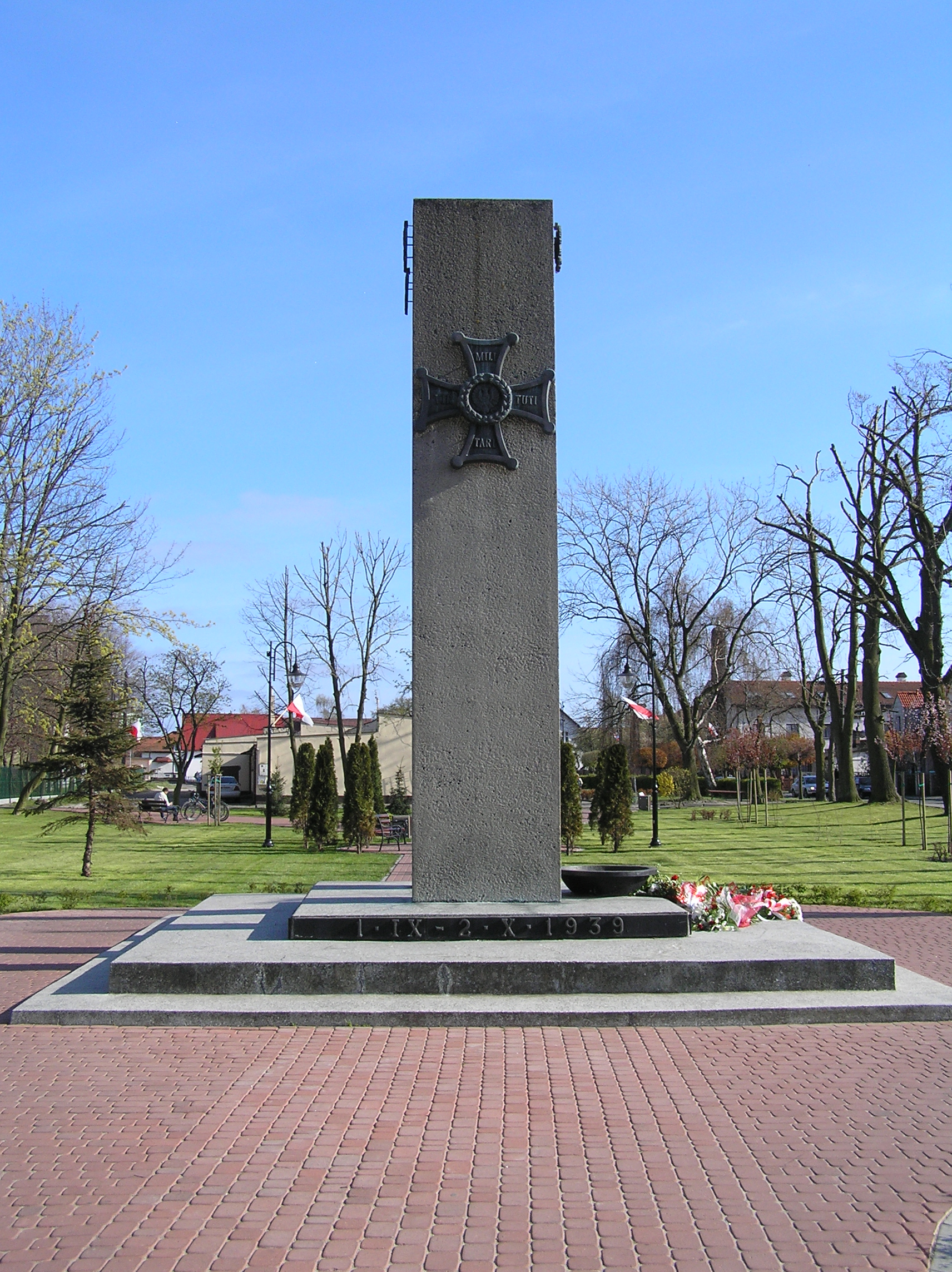
Monumento aos Defensores de Hel em 1939
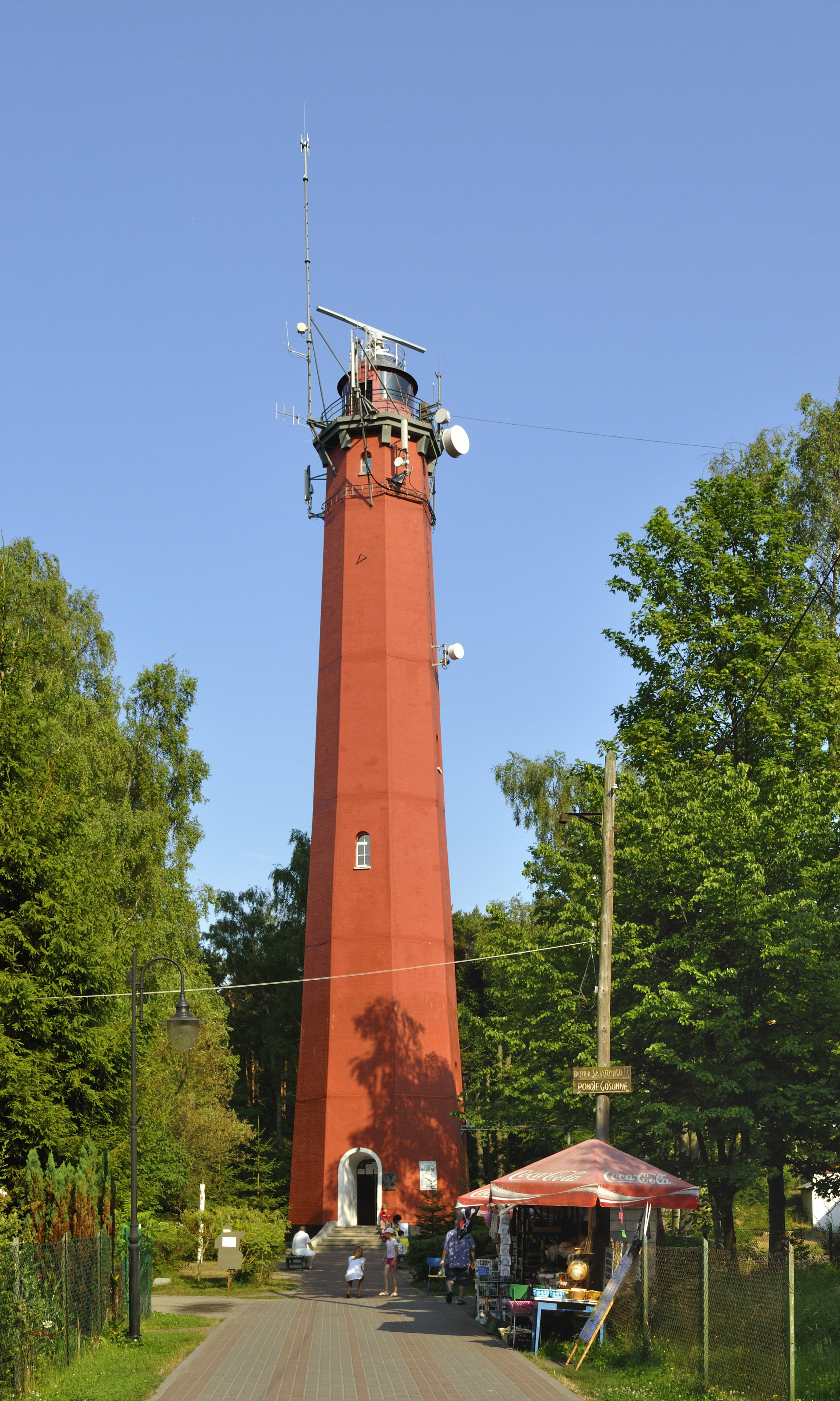
Farol aberto ao público, medindo 41,5 m de altura
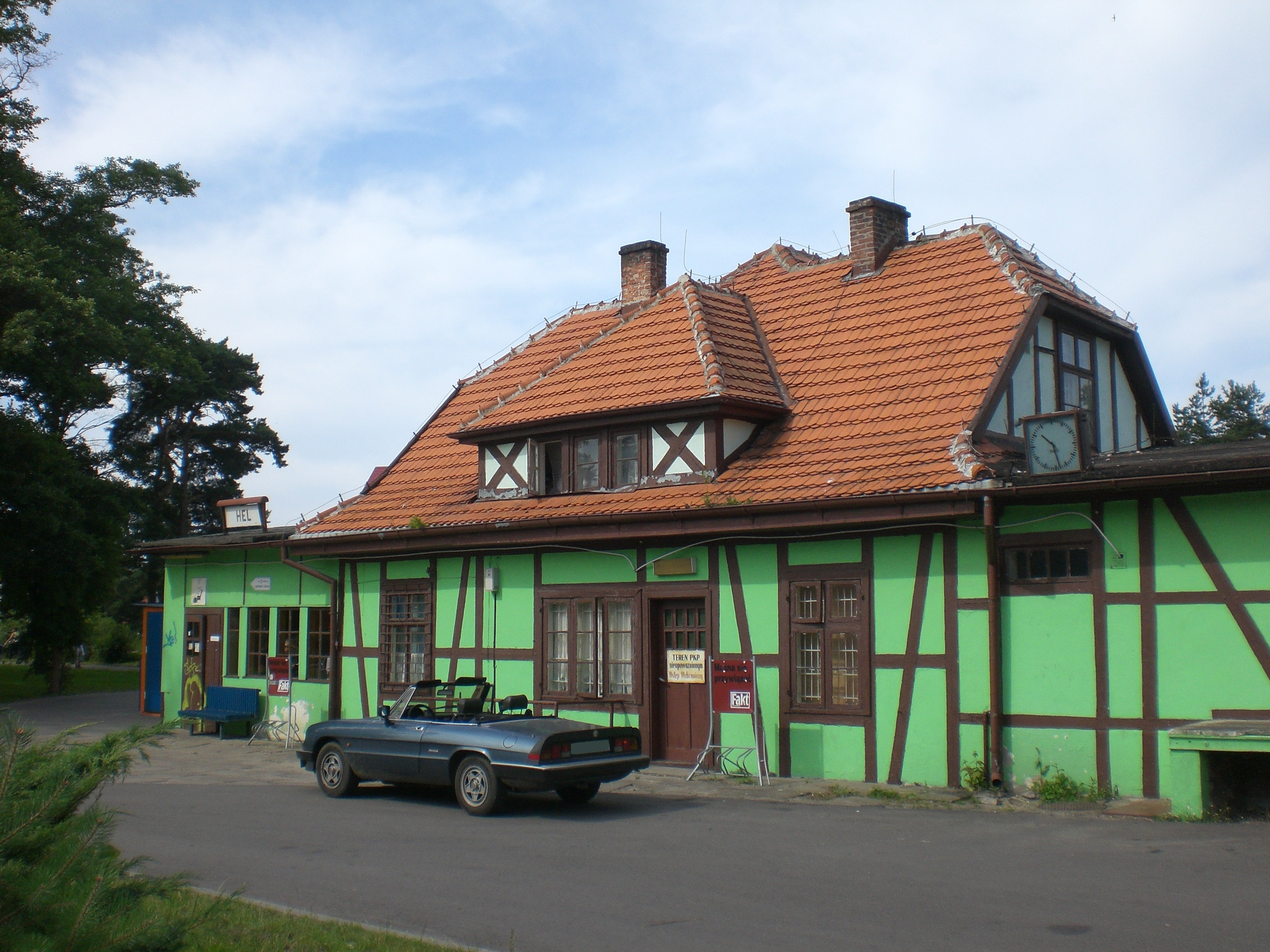
Estação ferroviária de Hel

## Atrações turísticas
As principais atrações de Hel são:
- Praias de areia — incluindo, desde 2004, um trecho de praia marítima guardado por equipes de salva-vidas com cães;
- Museu da Pesca Marítima com uma torre de observação (localizado na antiga igreja gótica de São Pedro e São Paulo do século XIV);
- Casas de campo históricas da Cassúbia;
- Focário de Hel — santuário de focas da Estação Marítima da Universidade de Gdansk;
- Hel — estação terminal da ferrovia que atravessa a península de Władysławowo (Gdynia);
- Casa da toninha;
- Farol de Hel;
- Rua Wiejska;
- Porto marítimo de Hel;
- Casa das borboletas;
- Vários monumentos militares;
- Museu de Armas Marítimas;
- Museu de Defesa Costeira;
- Dia D, um evento de reconstituição histórica que ocorre nos meses de verão desde 2006;
- Calçadão — um caminho com passarelas e grades aberto no final da península em 2013
- A maior escultura de madeira da Polônia (14 metros de comprimento, pesando mais de 10 toneladas), representando os personagens do poema “Rzepka” de Julian Tuwim, feita pelo artista Robert Wyskiel, de Gdynia, em Włościbórko, perto de Sępólno Krajeńskie. A escultura foi inaugurada em 29 de junho de 2019; há planos para instalar alto-falantes na escultura, a partir dos quais o poema de Tuwim será tocado a cada poucos minutos.[39][40]
- As fortificações de pedra dos quebra-mares e os destroços afundados ao redor deles são uma atração para os mergulhadores.
- O Museu de Defesa Costeira está funcionando em Hel desde 2006, com uma rica apresentação da história militar da área de Hel.

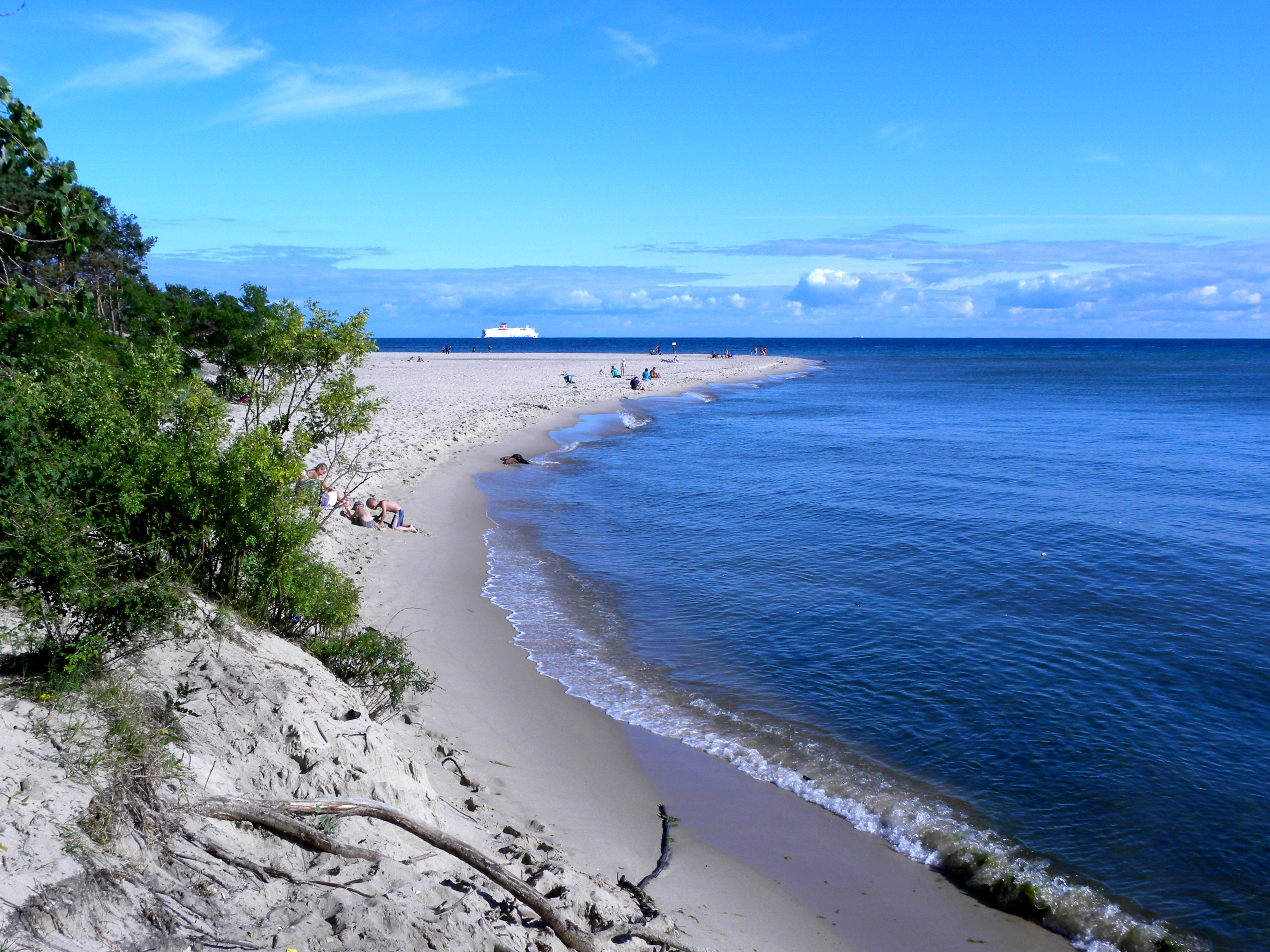
Península de Hel
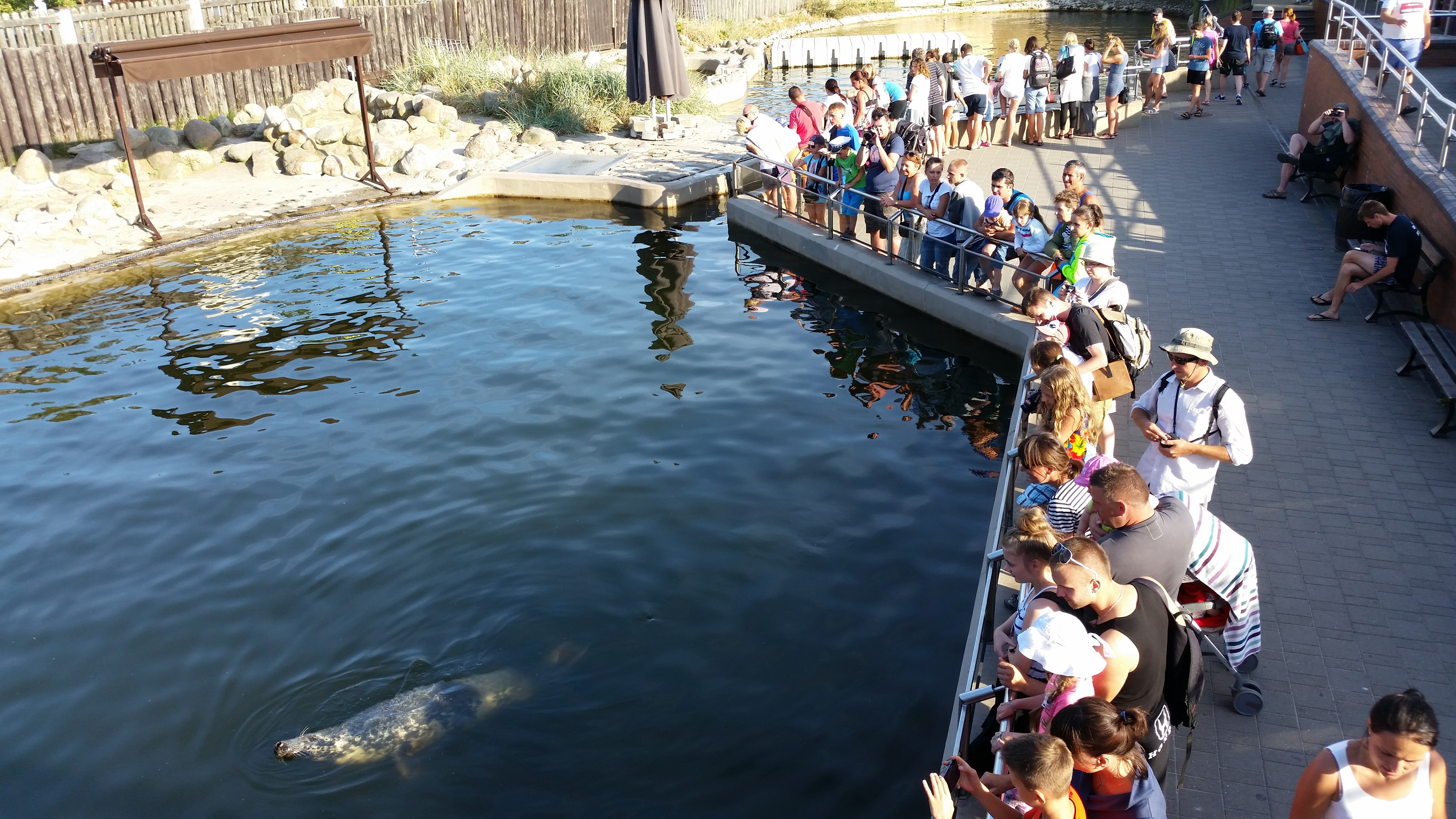
Parque marinho de Hel
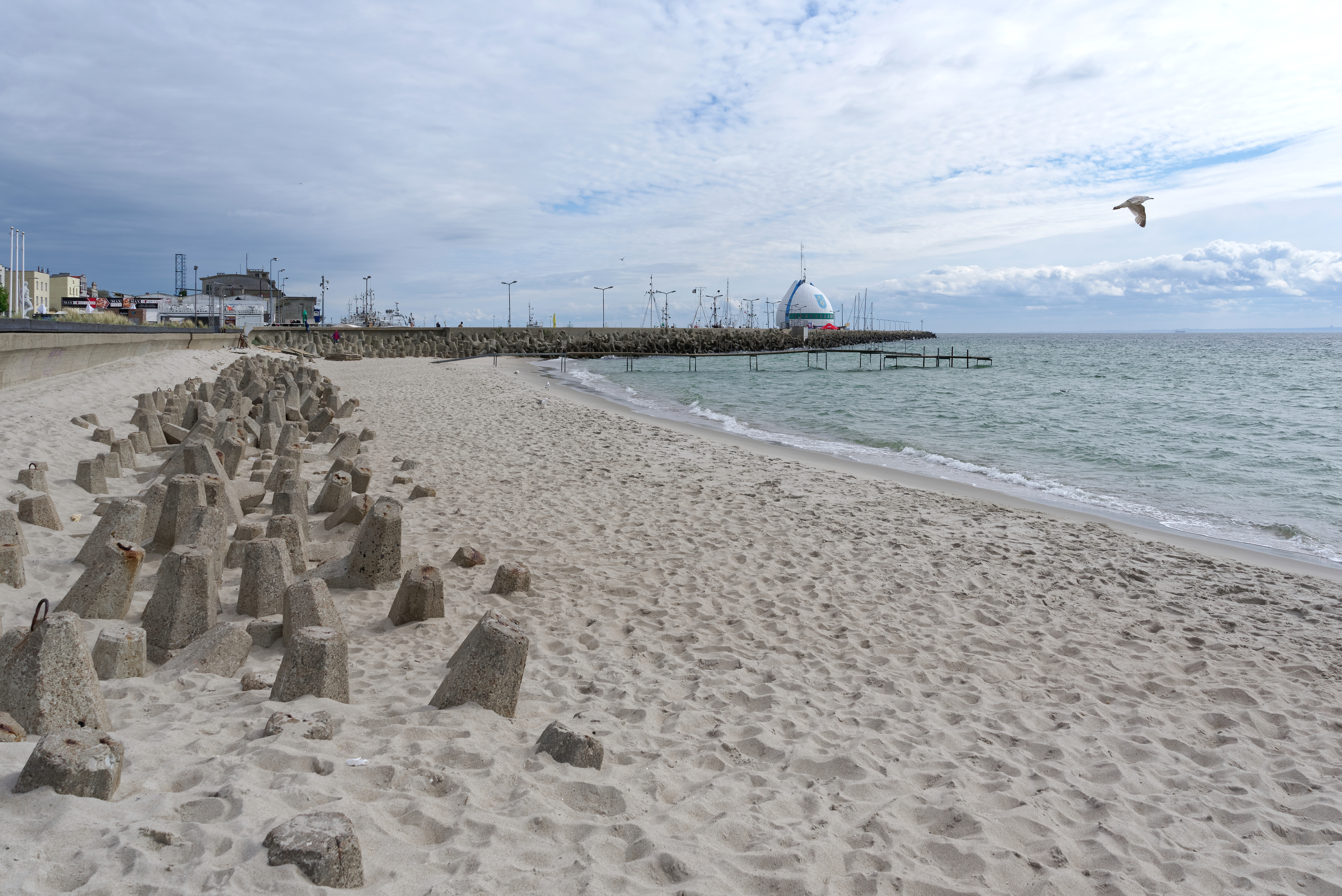
Estruturas de pedra do quebra-mar
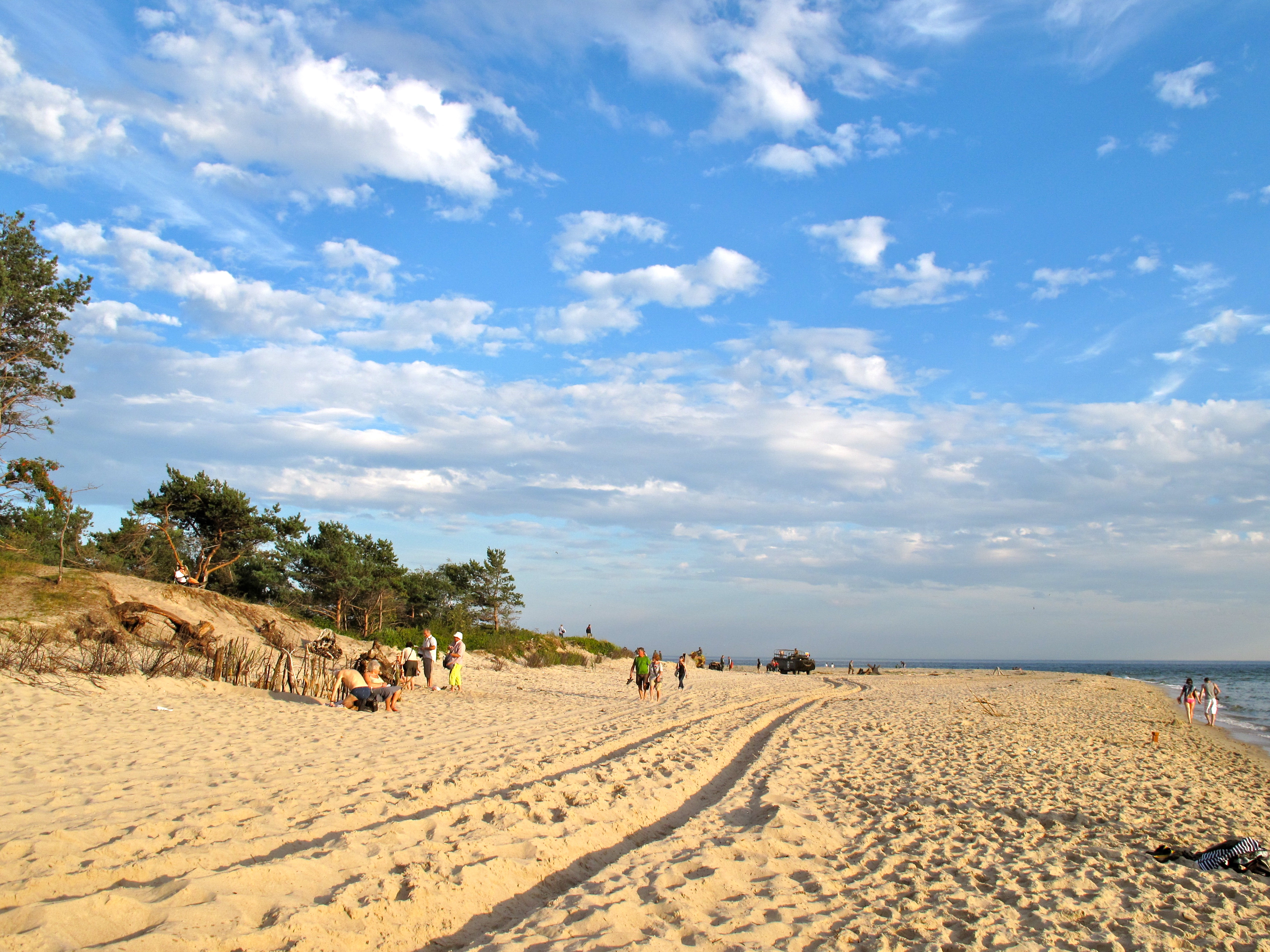
Praia na ponta de Hel do lado do mar Báltico
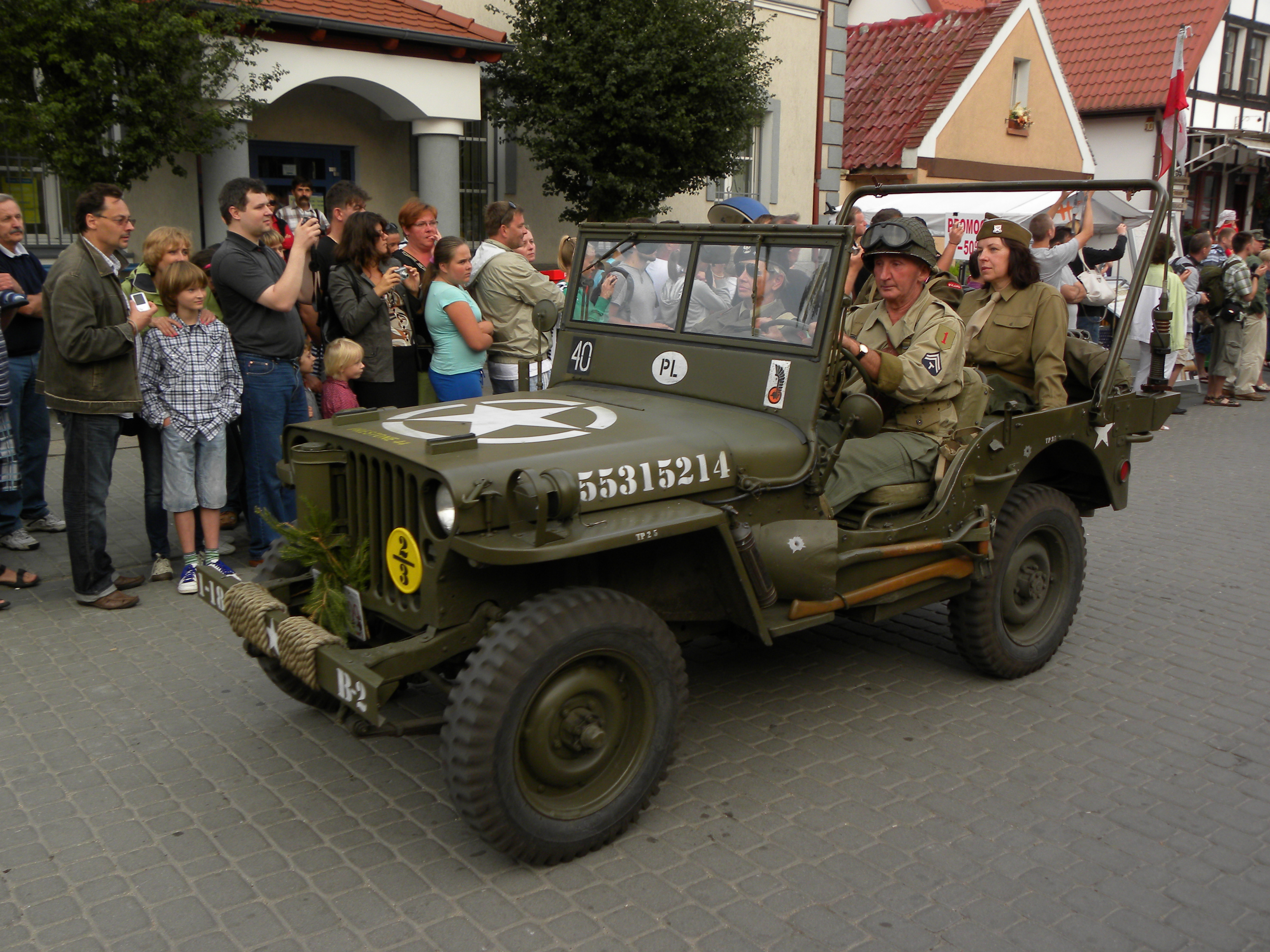
“Dia D” em Hel, agosto de 2011: desfile de veículos na rua Wiejska

### Residência do Presidente da República da Polônia
Hel também abriga a residência do Presidente da República da Polônia, com um heliporto. Entre outros, Aleksander Kwaśniewski, Lech Kaczyński e Bronisław Komorowski passaram suas férias no balneário. A Residência de Verão do Presidente da República da Polônia também foi visitada, entre outros, por Angela Merkel e George W. Bush.
A mídia costuma dar informações errôneas de que essa residência está localizada em Jurata. Embora o balneário use serviços públicos trazidos de Jurata, ele está localizado nos limites administrativos de Hel.

## Transporte
A cidade conta com: estação ferroviária, pontos de ônibus PKS Gdynia e o porto marítimo.

## Comunidades religiosas
A paróquia católica romana de Corpus Christi é ativa na cidade. Anteriormente, havia também uma paróquia militar de São Paulo de Tarso.

## Prêmios
- Ordem da Cruz de Grunwald, 2.ª classe (1979).[43]